# Carlos Pérez Merinero
Carlos Pérez Merinero (Écija, Sevilla, 17 de octubre de 1950 - Madrid, 29 de enero de 2012) fue un novelista, poeta, guionista y director de cine español. Destacó especialmente como guionista de cine y escritor de novela negra.

## Biografía
Carlos Pérez Merinero nació en Écija (Sevilla) en 1950 pero, con dos años, la profesión de su padre le llevó a Torre Mornau (Gerona), posteriormente a Cordovilla la Real (Palencia) y Jerez (Cádiz). En esta última ciudad vivió diez años en la Barriada de la Asunción y cursó el bachillerato en el Colegio La Salle de la Alameda Cristina. El 18 de julio de 1966 llegó a Madrid, ciudad en la que residió el resto de su vida y de la que prácticamente no volvió a salir.
Mientras realizaba estudios de Ciencias Económicas participó activamente en la vida cineclubista, fue unos de los fundadores del cineclub ACOP y de la revista Peeping-Tom. Publicó dos poemarios: Prohibido tomar el sol a los lagartos (1972), con el que obtuvo el Premio Calasanz con un jurado formado por José Manuel Caballero Bonald, Ángel García López, Manuel Ríos Ruiz y Eladio Cabañero, y Sol de atardecer que por el río te vas (1972).
Antes de licenciarse en Ciencias Económicas por la Universidad Complutense de Madrid escribió, junto a su hermano David, varios libros sobre cine; algunos de ellos se firmaron bajo el seudónimo de Marta Hernández (colectivo de críticos al que perteneció).
En 1973 comenzó a escribir guiones en solitario, uno de ellos (Juego de niños) interesó al director José Ramón Larraz aunque no llegó a realizarse por su fuerte carga erótica, o en colaboración con Manuel Vidal Estévez. Dirigidos por este último se realizaron Crónica exterior (1976) y Estación de Chamartín (1980).
Durante un breve periodo de tiempo trabajó como profesor en el Real Centro Universitario María Cristina de El Escorial impartiendo la asignatura de Hacienda Pública.
De 1981 a 2011 publicó doce novelas, la mayoría de ellas del género negro. Tras la publicación de Días de guardar en la mítica Colección Negra de la Editorial Bruguera, el productor Pedro Costa entró en contacto con él y requirió su colaboración para distintos proyectos cinematográficos y televisivos.
Participó en los guiones de más de una docena de películas y en los de algunas series para televisión.
En 1997 dirigió, con guion propio, el largometraje protagonizado por Juan Diego, Paulina Gálvez y Aitor Merino Rincones del Paraíso; entre 2001 y 2003 la trilogía rodada en betacam Franco ha muerto. En 2011 realizó en digital Otro cuento de Navidad que no fue montada hasta después de su muerte.
En enero de 2013 con la publicación del guion cinematográfico El grito enterrado de los muertos su hermano David inicia la Colección Carlos Pérez Merinero que reúne, en ediciones no venales, la ingente obra (poemarios, novelas, guiones cinematográficos, obras dramáticas) que dejó inédita.
Con posterioridad a su muerte se han reeditado Días de guardar (Ediciones Reino de Cordelia), Las reglas del juego (El Garaje Ediciones), El ángel triste (Ediciones Vernacci) y La mano armada (Grupo Tierra Trivium), se han publicado Cuentos completos (El Garaje Ediciones) con ilustraciones de Ion Arretxe y las novelas La estrella de la fortuna (Prokomun libros), La santa hermandad (El Garaje Ediciones), Tres corazones (Mandala Ediciones) y ¡Bang! ¡Bang! (Ediciones Mayi). 
A finales de 2017 se ha publicado bajo el título Carlos Pérez Merinero: Obra póstuma (Editorial Amarante) un volumen póstumo que recoge sus novelas Salido de madre y La casa de todos.
Sus cenizas descansan en el cementerio de Écija, ciudad en la que nació.

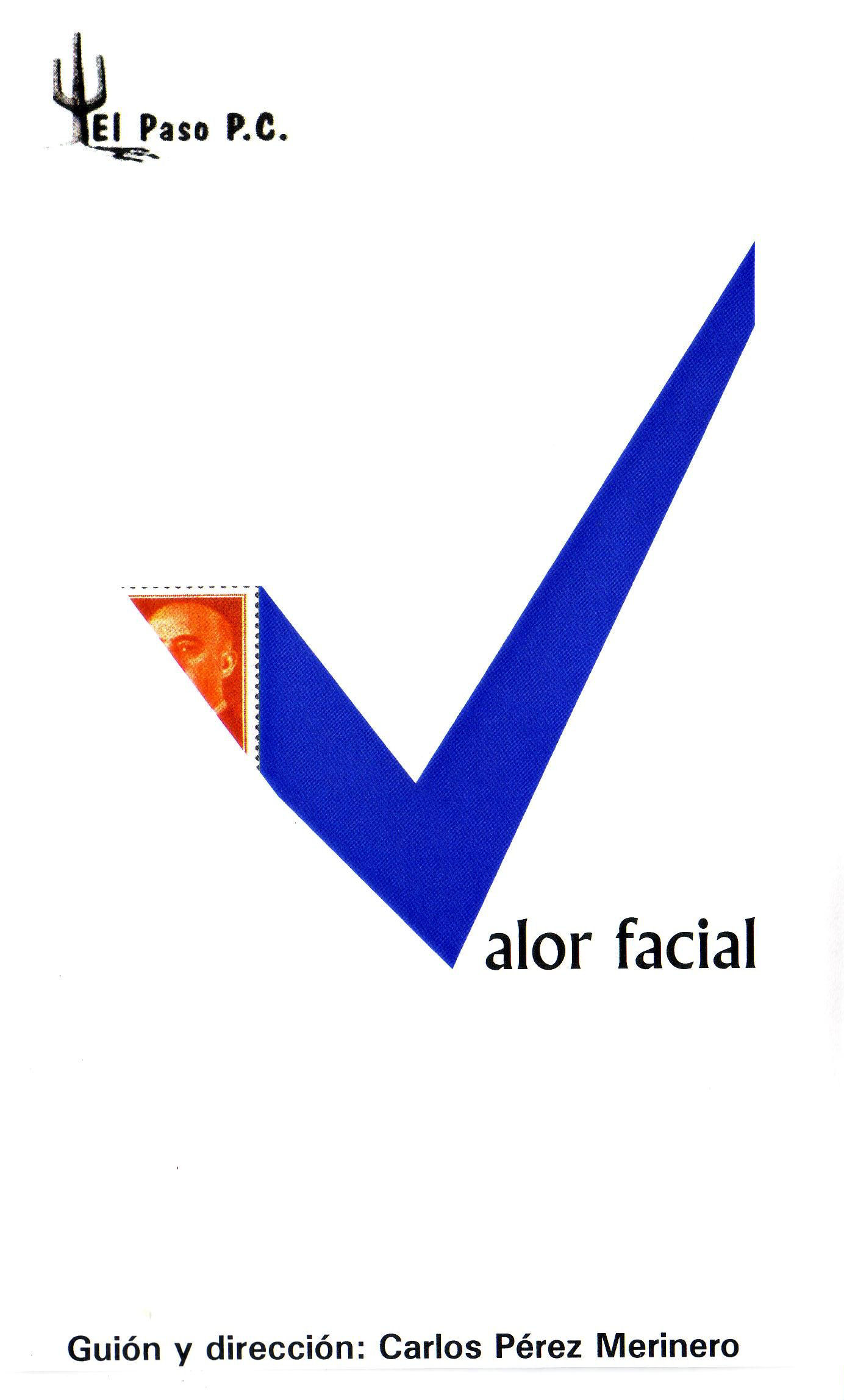
Valor facial

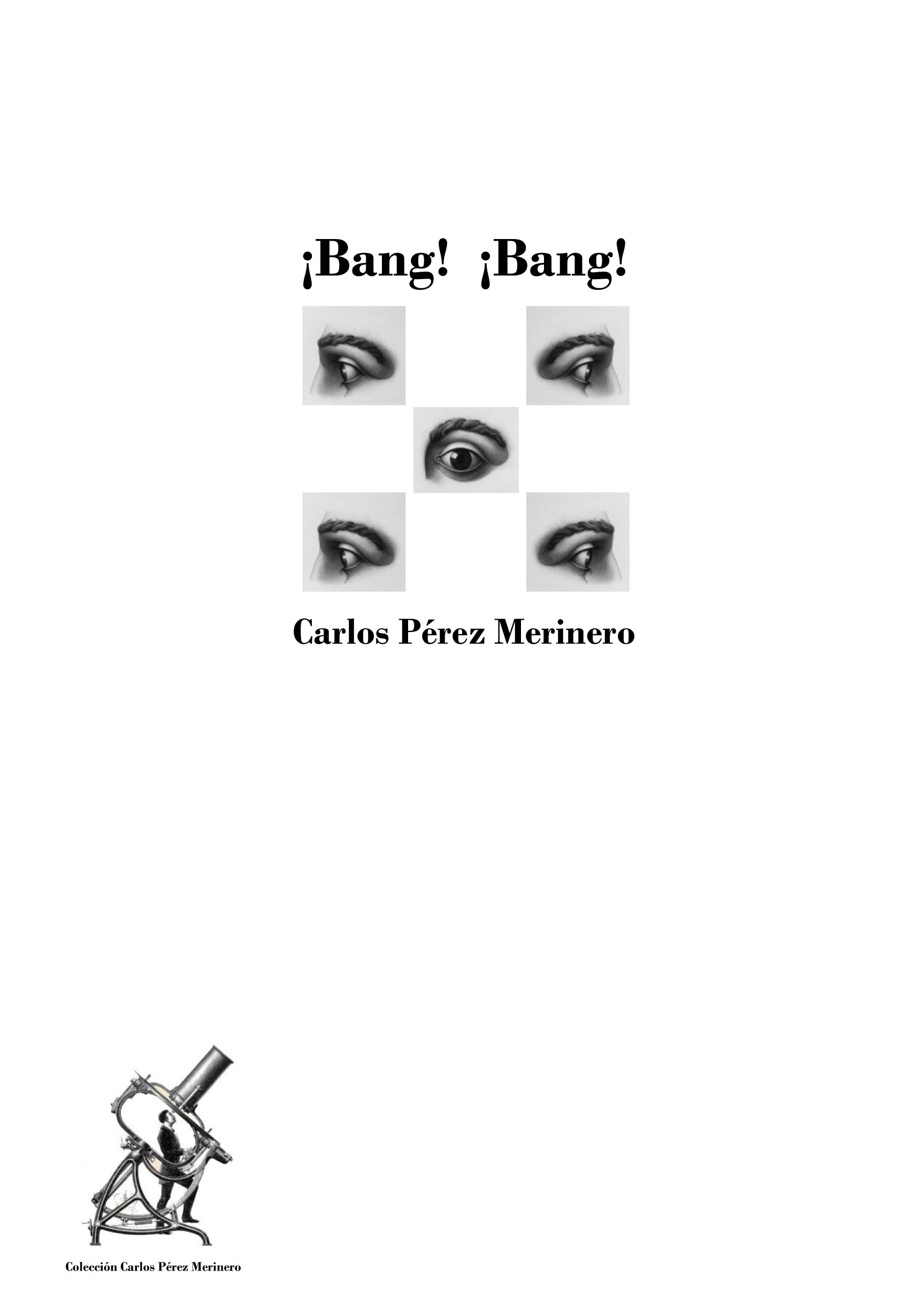
¡Bang! ¡Bang!. Novela

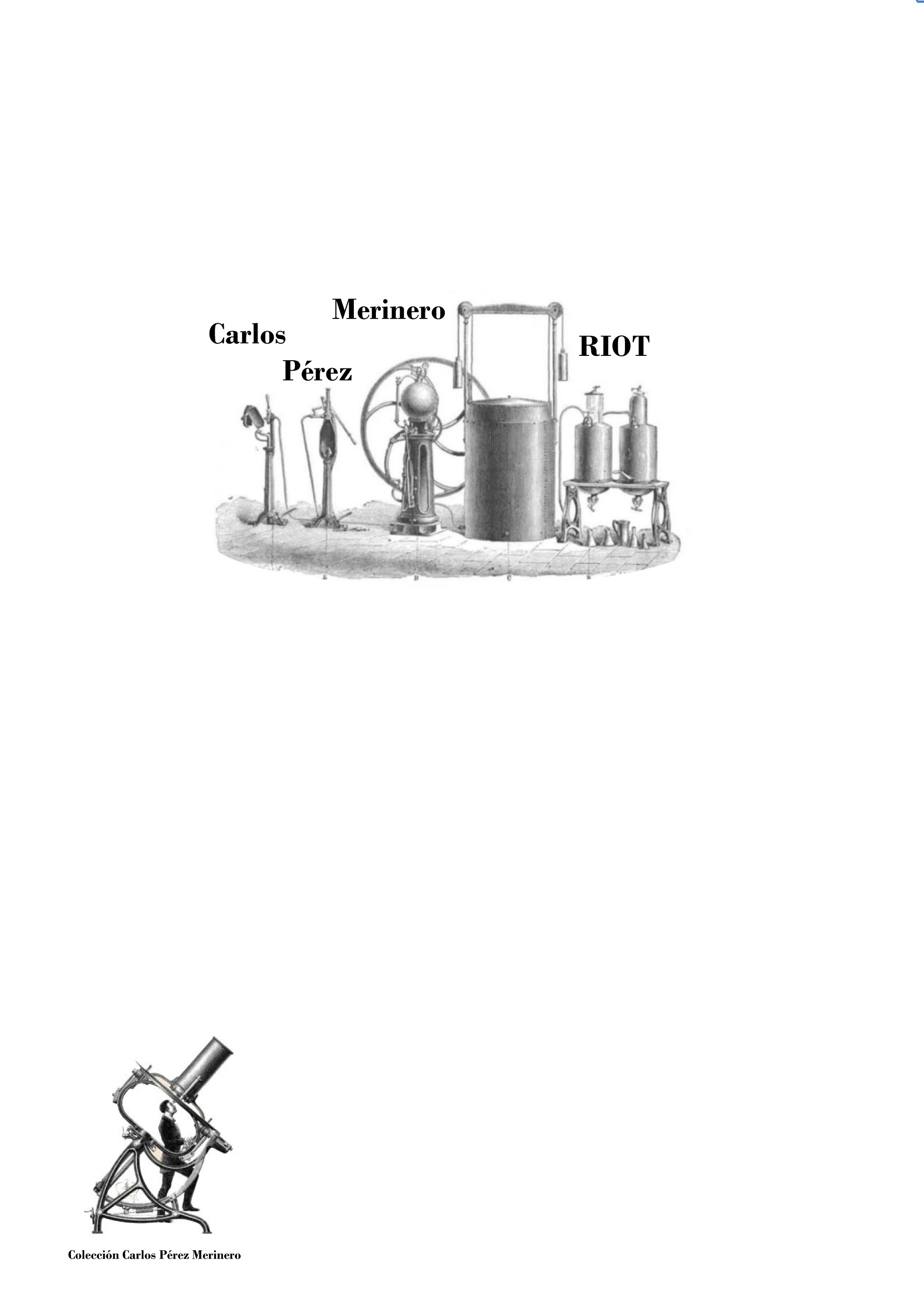
RIOT

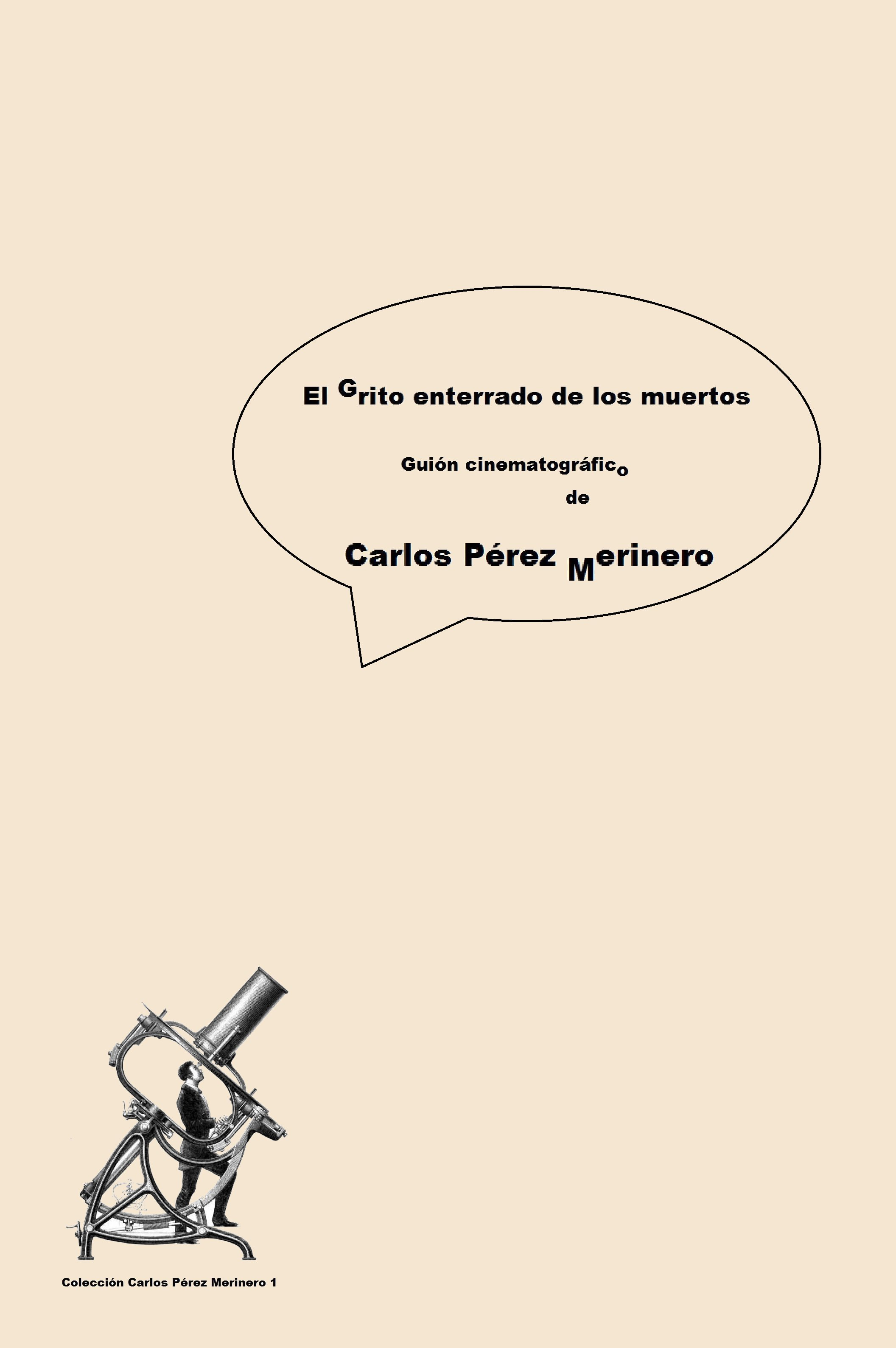
El grito enterrado de los muertos. Guion cinematográfico

## Obra de Carlos Pérez Merinero

### Libros sobre cine
- Cine español: algunos materiales por derribo (1973)
- En pos del cinema (1974)
- Cine y control (1974)
- Del cinema como arma de clase (1975)
- Cine español: ida y vuelta (1976)
- Cine español: una reinterpretación (1976)

Colectivo Marta Hernández:
- El aparato cinematográfico español (1976)
- Treinta años de cine al alcance de todos los españoles (1976)

### Novelas
- Días de guardar (1981)
- Las reglas del juego (1982)
- El ángel triste (1983)
- La mano armada (1986)
- El papel de víctima (1988)
- Llamando a las puertas del infierno (Premio Alfa 7 de novela policíaca, 1988)
- Las noches contadas (1990)
- Desgracias personales (1993)
- Razones para ser feliz (1995)
- Caras conocidas (2003)
- Sangre nuestra (2005)
- La niña que hacía llorar a la gente (2010)
- La estrella de la fortuna (2016)
- La santa hermandad (2017)
- Carlos Pérez Merinero: Obra póstuma (2018). Incluye las novelas Salido de madre y La casa de todos.
- Tres corazones (2019)
- ¡Bang!¡Bang! (2020)

### Poesía
- Prohibido tomar el sol a los lagartos (1972)
- Sol de atardecer que por el río te vas (1972)
- Sesión continua (2020)
- Tópica (2021)

### Relatos publicados en revistas
- La rebelión del joder. Penthouse n.º 64 (julio de 1983)
- En legítima defensa. Penthouse n.º 73 (abril de 1984)
- ¡Arre caballito! Penthouse n.º 83 (febrero de 1985)
- Confesiones de un debutante. Penthouse n.º 92 (noviembre de 1985)
- Tener la negra. Penthouse n.º 98 (mayo de 1986)
- Copia del original. Interviú n.º 533 (30 de julio de 1986)
- Vida de burdel. Penthouse n.º 106 (enero de 1987)
- Nuevos días, nuevas noches. Extra El Caso (junio de 1987)
- No se admiten flores. Penthouse n.º 112 (julio de 1987)
- Compañeros en el crimen. Semanal Diario 16 (15 de noviembre de 1987)
- Dicen que la distancia es el olvido. Semanal Diario 16 (17 de enero de 1988)
- Ojo por diente. Penthouse n.º 128 (noviembre de 1988)
- Un cadáver de regalo. Semanal Diario 16 nº389 (12 de marzo de 1989)
- Dicen que la distancia es el olvido. Enigma n.º 8 (abril-junio 1988)

### Libros colectivos
- Encuentro en Praga. II Premio Alfambra (1983)
- Ciudad de San Sebastián. Premios 81 al 85. Cuentos (1984)
- Negro como la noche (1991)
- Historias de detectives (1998)
- 12 cuentos cruentos (2002)
- Daños colaterales (2002)
- La ciudad vestida de negro (2012)

### Colección Carlos Pérez Merinero
- El grito enterrado de los muertos (2013). Guion cinematográfico. Prólogo: Ion Arretxe.
- ¡Bang! ¡Bang! (2013). Novela. Prólogo: M. Vidal Estévez.
- RIOT (2013). Texto. Prólogo y epílogo de Javier Maqua.
- Señales de vida (2014). Guion cinematográfico. Prólogo de Augusto M. Torres
- El lugar de los hechos (2014). Obra dramática en tres actos. Prólogo de Jesús Vidal Villalba.
- El paisaje de los sueños (2014). Relatos. Prólogo de Juan Madrid.
- Otro cuento de Navidad (2014). Guion/DVD.
- La luna entre las manos (2015). Guion cinematográfico. Prólogo de Ana Díez.
- Un ruido de fondo (2015). Obra en dos actos. Prólogo de Guillermo Heras.
- La tierra prometida (2015). Serie TV. Coautor y prólogo: Manuel Vidal Estévez.
- Salido de madre (2016). Novela. Prólogo: Javier Barreiro.
- Las mujeres solas (2016). Obra dramática en cinco situaciones. Prólogo: María Pazos Morán.
- Camino para caminantes (2016). Guion cinematográfico. Coautor y prólogo: Ion Arretxe.
- Tres corazones (2017). Novela. Prólogo: Fernando Millán Romeral.
- Temas de conversación (2017). Guion cinematográfico. Coautor y prólogo: Manuel Vidal Estévez.
- La vida que vivimos (2017). Guion cinematográfico. Coautor: Ion Arretxe. Prólogo: Manuel Blanco Chivite. Ilustraciones: José Ángel Lopetegi.
- La enferma imaginaria (2017). Guion cinematográfico. Prólogo: Montxo Armendáriz.
- 30 primaveras (2018). Obra dramática. Prólogo: Sandra Toral.
- Vidas paralelas (2018). Guion cinematográfico. Prólogo: Juan Jesús Aguilar Osuna. Ilustraciones: Manuel Martín Morgado.
- Tinieblas (2018). Serie TV. Prólogo: Ignacio Oliva.
- La memoria de los sueños (2018). Guion cinematográfico. Coautor: Manuel Vidal Estévez. Prólogo: Fernando Jiménez Molina.
- Ni aunque la muerte nos separe (2019). Guion cinematográfico. Prólogo: Carles Balagué.
- Juego de niños (2019). Guion cinematográfico. Prólogo: Juan Vilá.
- Todo lo que las paredes oyen (2019). Obra dramática. Prólogo: Ana Salado. Ilustraciones: Marika Vila.
- áncora vs leviatán (2019). Poemario. Prólogo: Néstor Ponce. Fotografías: Juan Manuel Mota.
- Amor, amores (2020). Guion cinematográfico. Coautor y prólogo: Manuel Vidal Estévez.
- La mar de contentos (2020). Guion cinematográfico. Coautor y prólogo: Manuel Vidal Estévez.
- La suerte de cada uno (2020). Guion cinematográfico. Coautor y prólogo: Manuel Vidal Estévez.
- Las noches contadas (2020). Guion cinematográfico. Coautor y prólogo: Josecho San Mateo. Fotografías: Javier Calbet.
- ¡Ríe, payaso! (2021). Guion cinematográfico. Coautor: Augusto Martínez Torres. Prólogo: Augusto Martínez Torres.
- El cuarto oscuro (2021). Guion cinematográfico. Coautor: Manuel Vidal Estévez. Prólogo: José Luis López Sangüesa.
- La mujer y su doble (2021). Obra dramática en dos actos. Prólogo: Antonio Dechent. Fotografías: José Mauricio Martínez Cáceres.
- Secretos bien guardados (2022). Guion cinematográfico. Prólogo: Alfonso Oñate. Ilustraciones: José Luis Anaya.

### Filmografía
- Crónica exterior (1976). Argumento y guion.
- Estación de Chamartín (1981). Guion.
- Bajo en nicotina (1984). Argumento basado en la novela El ángel triste.
- El crimen de la calle Fuencarral (1985). Guion TV (serie La huella del crimen).
- El caso del procurador enamorado (1985). Guion TV (serie La huella del crimen).
- Cara de acelga (1986). Argumento.
- Bueno y tierno como un ángel (1988). Argumento basado en la novela El ángel triste.
- Amantes (1991). Argumento y guion.
- El crimen de Perpignan (1991) Guion TV (serie La huella del crimen).
- Compañeros en el crimen (1992). Guion TV (serie Crónicas del mal).
- La puerta del éxito (1992). Guion TV (serie Crónicas del mal).
- No habrá flores para los muertos (1992). Guion TV (serie Crónicas del mal).
- Matar el tiempo (1992). Argumento. TV (serie Crónicas del mal).
- Mal de amores (1993). Argumento y guion.
- Dicen que el amor es algo maravilloso. Guion TV (Serie negra).
- Rivelles (1994). Argumento.
- Mala pata (1994). Guion TV (Serie Habitación 503).
- Qué bello es soñar (1994). Guion TV (Serie Habitación 503).
- Muñequita linda (1994). Guion TV (Serie Habitación 503).
- El sexo de los ángeles Guion TV (Serie Aquí hay negocio).
- Pingüinos S.L. (1995). Guion TV (Serie Aquí hay negocio).
- Best-Seller (El premio) (1996). Argumento basado en el relato Un cadáver de regalo (incluido en el libro colectivo Negro como la noche)
- Mirada líquida (1996). Guion.
- Asunto interno (1996). Guion.
- Todo está oscuro (1997). Guion.
- Cuestión de suerte (1997). Guion.
- Al límite (1997). Guion.
- Rincones del paraíso (1997). Guion y dirección.
- La buena estrella (1997). Diálogos.
- Valor facial (2001). Guion y dirección (Trilogía Franco ha muerto).
- Cuando todo esté en orden (2002). Guion.
- Hoy toca lección de historia (2002). Guion y dirección (Trilogía Franco ha muerto).
- El esqueleto de Bergamín (2002). Dirección de Ion Arretxe, Guion de C. Pérez Merinero
- El secreto del héroe (2003). Guion.
- Digamos que fue entonces (2003). Guion y dirección (Trilogía Franco ha muerto).
- El ciclo Dreyer (2006). Guion.
- Naranjo en flor (2008). Argumento basado en la novela Desgracias personales.
- Otro cuento de Navidad (2011). Guion y dirección.